# Anolis agueroi
Anolis agueroi (кабо-круський бородатий аноліс) — вид ігуаноподібних ящірок родини анолісових (Dactyloidae). Ендемік Куби.

## Поширення і екологія
Кабо-круські бородаті аноліси мешкають на півострові Кабо-Крус в провінції Гранма на півдні Куби. Вони живуть в прибережних вічнозелених чагарникових лісах, трапляються на тамариндових плантаціях. Живляться комахами та іншими безхребетними, відкладають яйця.

## Збереження
МСОП класифікує цей вид як такий, що перебуває під загрозою зникнення. Anolis agueroi загрожує знищення природного середовища.